# Ачкасов, Дмитрий Иванович
Дмитрий Иванович Ачкасов (1905—1971) — советский строитель-энергетик, лауреат Ленинской премии 1962 года. Депутат Верховного Совета РСФСР.

## Биография
Родился в 1905 году. В 1929 году окончил 1-й Ленинградский электротехникум.
В 1935—1939 годах работал на строительстве Средне-Уральской ГРЭС, затем до 1943 года был начальником строительства Челябинской и Красногорской ТЭЦ.
В 1943—1946 годах — начальник треста «Главуралэнергострой», в 1946—1959 — управляющий трестом «Мосэнергострой», начальник ГУ по строительству высоковольтных ЛЭП, в 1959—1962 годах — начальник управления «Главвостокэлектросельстрой». Был награждён орденами Ленина в 1943 и 1945 годах.
В ноябре 1962 года был назначен начальником Главного управления по электрификации сельского хозяйства «Главсетьэнерго» и в том же году стал лауреатом Ленинской премии за участие в создании линий электропередач 500 кВ переменного тока.
В 1965-1969 годах — депутат Верховного Совета РСФСР. В последующем (1970) работал начальником Главтеплоэнергомонтажа Министерства энергетики и электрификации СССР.
Умер в 1971 году. Похоронен на Введенском кладбище (уч. 29).